# マリア・クラウス・ベルテ
マリア・クラウス・ベルテ（Maria Kraus-Boelté、1836年11月8日 - 1918年11月1日） は、アメリカ合衆国でフリードリヒ・フレーベルの幼児教育の思想を普及させたパイオニア。幼稚園教師の養成を、大学のレベルの教育に高めていくのに貢献した。

## 経歴
1836年11月8日、ドイツ、メクレンブルク＝シュヴェリーン大公国ハーゲノーの名家に生まれたマリア・ベルテは家庭教師により教育を受けた。彼女はフレーベルの教育に関心をもつようになり、まずハンブルクでフレーベルの未亡人ルイーゼ・フレーベル（de:Louise Fröbel）から手ほどきを受け、その後4年間、イギリスの幼稚園でフレーベル自身の弟子の一人ベルタ・ロンゲから指導を受けた。
彼女の教え子たちの何人かの作品は、1862年のロンドンの国際博覧会でも紹介された。彼女は1867年ハンブルクに戻り、リューベックで彼女自身の幼稚園を開設した。
1872年、彼女はエリザベス・ピーボディから招かれてニューヨークに渡り、そこで幼稚園のクラスを開設し、母親たちのための訓練コースを指導した。
彼女は、その間に将来の伴侶となるジョン・クラウス教授と知り合う。彼は教育省の助手をしており、彼女は以前から手紙のやり取りをする関係に合った。
1873年、2人は幼稚園クラスのモデル校「標準訓練幼稚園」と併設で幼稚園教師養成所（Seminary for Kindergartners）を開設し、幼稚園教師、母親、そして看護師の自習」のための『幼稚園ガイド』（全2巻、1877年、新版、1905年）を出版した。
養成所は、アメリカ合衆国でのフレーベル思想の初期の中心地となり、多大な影響を与えた。それには、クラウス・ベルテがルイーゼ・フレーベルと特別なつながりを持っていたことも強く関係していた。
1年間の学習を終えるとさらに1年からの実習が続くがそのコースを終えた教師は数100人にも及ぶ、その間幼稚園を巣立った子どもたちは数1,000人に及んでいる。
クラウスは、1896年に亡くなったが、クラウス・ベルテは一人でその仕事を続けた。彼女は1890年-1899年、アメリカ教育学会（National Education Association）の幼稚園部門の部門長を勤めた。
その3年後、ニューヨーク大学の教育学部の夏期コースで幼稚園教育についてのコースを開設するために、招聘を受け、彼女自身はそのコースで3度教鞭をとった。
彼女は1913年に引退し、1918年11月1日アトランティック・シティで亡くなった。彼女の墓はニューヨークのブロンクス地区のウッドローン墓地にある。

## 著作
- Maria Kraus-Boelté and John Kraus, The Kindergarten Guide (1882), republished by Kindergarten Messenger (January, 2001) Full text online
- Article in The kindergarten and its relation to elementary education (Chicago 1907)
- Characteristics of Froebel's Method, Kindergarten Training in Foster Wygant, Art in American Schools in the Nineteenth Century (Cincinnati 1983) - facsimile of NEA Proceedings (1879)

彼女の著作の一部は、こちらのアーカイブで見ることができる。 Association of Childhood Education International:
- The Kindergarten and the Mission of Woman: my experience as trainer of kindergarten-teachers in this country. An address., Maria Kraus-Boelté, 1877 (Published as booklet by E.Steiger.)
- An Interpretation of Some of the Froebelian Kindergarten Principles, Maria Kraus-Boelté, 1907

シンシナティ幼稚園協会は、彼女の授業計画やその他の文献を持っている。 lesson plans and other papers.